# Delești (gmina)
Delești – gmina w Rumunii, w okręgu Vaslui. Obejmuje miejscowości Albești, Delești, Fundătura, Hârsova, Mânăstirea i Răduiești. W 2011 roku liczyła 2358 mieszkańców.